# Dornornauch
Donornauch est un roi légendaire des Pictes.

## Biographie
La « Liste D » de rois de la chronique Picte qui le mentionne et Jean de Fordun s'accordent pour lui attribuer un règne d'un an entre Canutulachama et  Uipoig namet.